# Clubiona ovalis
Espèce
Clubiona ovalis est une espèce d'araignées aranéomorphes de la famille des Clubionidae.

## Distribution
Cette espèce est endémique du Fujian en Chine,.

## Publication originale
- Zhang, 1991 : Eight species of the genus Clubiona (Araneae: Clubionidae) from China. Journal of Xiangtan Teachers College, vol. 12, no 6, p. 29-36.